# Gredinger Mehlbeere
Bei der Gredinger Mehlbeere (Karpatiosorbus schuwerkiorum) handelt es sich um eine Baumart mit sechzig Exemplaren in der Nähe von Greding. Sie stehen auf Flächen von sechs privaten Besitzern, der Stadt Greding und dem Landkreis Roth am Pfaffenberg hinter dem Buganderl-Keller und eines kleinen Gebietes bei Mettendorf. Früher wurde die Art der Gattung Sorbus (Mehlbeeren) zugeordnet, seit 2017 der Gattung Karpatiosorbus (Bastard-Mehlbeeren).

## Beschreibung
Die Gredinger Mehlbeere ist eine hybridogene Lokalsippe mit agamospermer Fortpflanzung, die als Hybride aus den Arten Echte Mehlbeere (Sorbus aria) und Elsbeere (Sorbus torminalis) entstanden ist. Die zahlreichen hybridogenen Kleinarten, die jeweils unabhängig voneinander auf eine Kreuzung mit anschließender Weiterverbreitung des Hybriden zurückgehen, werden innerhalb der Gattung Sorbus in einer Untergattung Tornaria, alternativ dazu in einer eigenständigen Hybridgattung (Nothogattung) Karpatiosorbus Sennikov & Kurtto geführt. Oft werden sie zu einer vielgestaltigen Sammelart der Bastard-Mehlbeeren (Sorbus latifolia agg.) zusammengefasst. Alle sind unbedornte Sträucher oder kleine Bäume bis etwa 10 Meter Wuchshöhe mit ungeteilten Blättern, deren Unterseite weiß- bis graufilzig behaart ist. Die weißen Blüten sitzen in Trugdolden zu je 15 bis 20 Einzelblüten, jede mit zwei bis drei Griffeln. Die relativ großen Früchte ähneln kleinen Äpfeln, sie sind von mehliger Konsistenz. Die mehr als 80 Kleinarten des Artenaggregats sind nur für Spezialisten sicher unterscheidbar. Für die Bestimmung wesentlich ist die Blattform und Behaarung der Laubblätter an den Kurztrieben und die Gestalt der Früchte.
Die Gredinger Mehlbeere unterscheidet sich von den anderen Arten des Artenaggregats an folgenden Merkmalen: Die recht derben Blätter sind im Umriss rundlich-eiförmig bis verkehrt-eiförmig, mit breit keilförmigem Spreitengrund. Sie sind nur wenig und undeutlich gelappt, mit Einschnitten von weniger als 6 Millimeter Tiefe. Sie sind frischgrün und oberseits matt. Die Früchte sind oval und orangerot gefärbt, sie erreichen einen Durchmesser von etwa 13 bis 15 Millimeter.
Die Baumart bevorzugt einen kalkhaltigen und warmen Standort mit viel Licht.
Das Artepitheton geht auf das Ehepaar Schuwerk aus Pappenheim zurück, welches die Art vor 30 Jahren entdeckte.